# Diplogyniidae
Famille
Les Diplogyniidae  Trägårdh, 1941 sont une famille d'acariens. Ce sont la principale famille des Celaenopsoidea et des Antennophorina avec 40 genres et plus de 70 espèces décrites.

## Classification
- Bilongicauda Elsen, 1975 5e
- Bingervillia Elsen, 1981 1e
- Brachylobogynium Bhattacharyya, 1969 1e
- Brachysternopsis Hunter, 1993 1e
- Brachysternum Trägårdh, 1950 1e
- Burgeonium Elsen, 1975 4e
- Ceratocelaenopsis Trägårdh, 1950 1e
- Cingulacarus Elsen, 1975 1e
- Crassoseta Hunter, 1993 4e
- Crenamargo Hicks, 1958 1e
- Cryptometasternum Trägårdh, 1950 5e
- Diplogyniella Trägårdh, 1950 2e
- Diplogyniopsis Trägårdh, 1950 1e
- Diplogynium Canestrini, 1888 2e
- Discretoseta Elsen, 1981 1e
- Eboriella Elsen, 1981 1e
- Forkosclerite Kumar-Datta, 1985 1e
- Heterodiplogynium Trägårdh, 1950 1e
- Heveacarus Elsen, 1974 1e
- Hirsutocapillus Elsen, 1981 1e
- Lobogyniella Krantz, 1958 1e
- Lobogynium Trägårdh, 1950 1e
- Lobogynoides Trägårdh, 1950 2e
- Megachaetochela Trägårdh, 1950 1e
- Microdiplogynium Trägårdh, 1950 1e
- Monodiplogynium Womersley, 1958 1e
- Neodiplogynium Trägårdh, 1950 2e
- Neolobogynium Hicks, 1957 1e
- Ophiocelaeno Johnston & Fain, 1964 2e
- Paradiplogynium Womersley, 1958 2e
- Passalacarus Pearse & Wharton, 1936 1e
- Pseudodiplogyniopsis Elsen, 1981 1e
- Pseudofusio Elsen, 1981 3e
- Pyramidogynium Elsen, 1974 1e
- Quadristernoseta Elsen, 1975 3e
- Schizodiplogynium Trägårdh, 1950 1e
- Spatulosternum Elsen, 1974 1e
- Trichodiplogynium Trägårdh, 1950 2e
- Tridiplogynium Trägårdh, 1950 1e
- Weiseronyssus Samsinak, 1962 2e